# Harald Grenske
Harald Grenske var en fylkeskonung i Vestfold under slutet av 900-talet.
Harald Grenske skall enligt osäker och sen sagatradition ha varit son till en konung i Vestfold och uppfostrats av en storman på Grenland, därav hans tillnamn. I sitt giftermål med Åsta Gudbrandsdatter blev han far till Olav den helige. Traditionen, här ytterst sägenartat, anger att han skall ha varit en av friarna till sägnernas Sigrid Storråda som skall ha låtit innebränna honom.